# 笑園漫畫大王
《笑園漫畫大王》是東清彥以4格漫畫形式發表的日本漫畫以及原作漫畫改編同名動畫作品。連載於《月刊Comic電擊大王》（MediaWorks），自1999年2月號至2002年5月號完結。單行本全4冊。
標題的為作者東清彥的姓氏和漫畫的混成詞，而「大王」則取自該漫畫的連載雜誌《月刊Comic電擊大王》。

## 作品介紹
該作品故事圍繞著在一群女高中生之間的日常與校園生活，描述她們引起的笑話及生活趣事的群像劇。
2000年首次動畫化（標題名『笑園漫畫Web大王』），於同年12月28日在網路上通過播放，全1話。起初由于观看者數量過多，于2001年1月19日一度停止播放，后来2001年3月恢复为有限销售播放。
2001年變更製作人員和配音班底，並在同年12月22日日本劇院上映6分鐘短篇電影動畫，標題名『笑園漫畫大王 THE ANIMATION』。
2002年漫畫連載結束後，動畫製作亦延續短篇劇場版的製作人員和配音班底，標題名稱與劇場版相同，於同年4月至9月首度播出全26話的電視動畫。同時期於街型機台稼動和發行電視及掌上型電玩。同年10月電視動畫版開始網路傳送。
2006年由文化廳公佈獲選日本媒體藝術100選（漫畫部門）。
2009年紀念作品誕生10週年的計劃有：在「少年月刊星期日」的創刊號（小學館、2009年6月號）及8月號，連載新繪的短系列「笑園漫畫大王補習編」，出版所有作品的新版本三冊（小學館），內容作者已經大幅補充修正，以及收編一系列形式連接並且時期相同的個別故事「補習篇」。10週年計劃的壓軸，在10月大阪世博會出版凹版頁面的情報誌特刊，詳細說明作品事跡及未收錄在單行本的作品，作家陣容鼎盛。
台灣漫畫版由東立出版社發行。美國版本由ADV Manga發行。

## 登場人物
日本配音員方面，若列出兩位配音員時，前者為電影動畫&電視動畫版，後者為網路動畫版。只列出一位時則是電影動畫&電視動畫版的配音員。
臺灣配音員方面依序為CTV／cn卡通頻道。

### 學生
美濱千代（配音：金田朋子／齋藤彩夏（日本）；董錦萍／林美秀（台灣））
台灣東立譯為「知世」。通稱「千代」。身高133cm，髮型為雙馬尾，10歲就已跳級至高中的天才女童。個性純真善良又貼心溫柔，做人誠實有禮貌，相當懂事、有教養、有禮貌、知書達禮，遇到比賽就會很認真的全力以赴，但由於仍是小孩，運動能力相對同級同學自然比較差。被嘲笑或被當做小孩時會很生氣。家境富有的千金小姐，有可以作為座騎寵物犬忠吉。高中以第一名畢業，爾後到美國留學。正確的生日不明。好強，不過，擔心也比別人加倍，自我主張保守。巨人隊的愛好者。
完成了作為用在單行本中插入著的《四葉妹妹!》的廣告作為作者的下次作品的四葉妹妹!的主人公的小岩井四葉和夢的競賽表演。
榊（配音：淺川悠（日本）；許雲雲／傅其慧（台灣））
名不詳。身高174cm，故事結局時長到180公分。運動萬能，個子高大，外表成熟，但是內心像個小女孩一樣。個性沉默寡言，不擅長說話。容易感動也很容易臉紅，對自己沒自信，有點被動，因此也有些許自卑感。因其沉默寡言被誤解為酷，很受同校女生歡迎，但本人卻與千代是好友。喜愛可愛的事物，也喜歡動物，尤其是貓，但卻經常遭到貓的襲擊。因為母親對貓敏感而不能飼養，於是決定上大學後自己搬出去住時要養貓。認為千代的爸爸是一只黃色布偶「千代爸爸」。寵物是畢業旅行時遇到，後來到了東京投靠榊的西表山貓。經過跟千代的交流表情慢慢變得軟化，與故事尾段成為了愛貓的西表山猫在一起的時候，顯出了盡情地穗跌倒了的笑容。
神樂（配音：桑島法子／齋賀光希（日本）；董錦萍／林美秀（台灣））
二年級篇調到由佳里的班後才開始活躍的角色。短髮。身長156cm，運動神經超強，僅次於榊，逕自地視榊為假想敵。是游泳校隊，以全國高校聯賽為目標。個性率真純情，做事積極正面，思路單純，偶爾會煩惱自己的志向，意外的有感性的像女孩的一面。功課不太好，是廢人S的隊長，順利的考入體育大學。經常和阿智互相吐槽。討厭討論關於胸部的話題。
春日步（配音：松岡由貴／川澄綾子（日本）；許雲雲／傅其慧（台灣））
通稱「大阪」。身高156cm，從關西來的轉學生，因此被叫做「大阪」（雖然出生在和歌山縣），會說關西方言，說話經常帶“(ya)”這個關西腔風味的尾音（註：為其配音的聲優松岡由貴是關西人）。故事裡的人氣角色。個性悠哉，神經大條，思想奇特，動作慢條斯理。不敢吃辣。在外人看來她老是在發呆，其實是在思考一些無關緊要的事情。對事物有一套自己獨到的看法，只是常人無法理解。很容易分心，講話講到一半會改變話題。與千代最要好。運動和學習都很差，唯一的特技是猜謎。視力2.0。運動甚至還輸給只有10歲的千代。
在作者後續的作品四葉妹妹中亦有登場，並已經成年且擔任教師。
此外，該角色曾在2002年的C3（Cultural Convention of Characters）展中，原作者畫了一系列她扮演鋼彈的作畫，做為「放學後的一年戰爭」展覽。並獲得同年日本最萌大賽（萌戰）亞軍。
還有在2012年，ASCII Media Works為紀念出版社成立20週年，官方決定發行過去歷年該社製作的20部作品中女主角們的模型公仔，其中該角色也有在內。
瀧野智（配音：樋口智惠子／半場友惠（日本）；雷碧文／錢欣郁（台灣））
通稱「阿智」，被神樂稱「暴走女高中生」。身高154cm，超有元氣，故事中的問題學生喜歡大聲嚷嚷。做什麼事情都很有幹勁，可惜的是這份幹勁就是失敗的根源。討厭認輸，就算輸了聲音還是很大。頭腦簡單且說話不經大腦，功課很差，喜歡無端欺負人，但是個性相當單純，像孩子一樣的無憂無慮。很容易衝動也很容易被影響，常常大驚小怪。與神樂、大阪曾共稱為「廢人S」，與水原曆是多年好友。偶像是峰不二子。有登上「由佳里車」也沒承擔完全精神的損壞的頑強。高二馬拉松比賽在序盤衝刺以1位通過著最初的1公里，衝線時卻和千代、大阪共排最末。就業志願宣稱想加入ICPO。
水原曆（配音：田中理惠／雪野五月（日本）；詹雅菁／雷碧文（台灣））
通稱「阿曆」。身高163cm，眼鏡少女、喜愛黑色膝上襪。頭腦聰明、學業成績優秀（略遜於千代），個性成熟冷靜，反應快且做事條理分明。擔任吐槽及冷卻阿智的熱情的角色。非常介意自己的體重，但碰到食物意志就會變得很薄弱。唱歌非常糟糕。意外的是最後一個確定升上大學的。常對小學以來的童年玩伴的阿智的魯莽行動發火。愛吃特辣的飯菜。
她是對作者喜愛的遊戲『To Heart』的登場人物保科智子的敬意，連載初期被稱作為保科智子。
香香（配音；日本：野川櫻；雷碧文／馮嘉德（台灣））
暗戀榊的女生，留著妹妹頭，有一位好友千尋。
於三年級被編到與千代等人不同的班別（四班，千代等人為三班），班主任則是木村老師。由木村老師提名，而成了該班班長。
漫畫第1冊姓氏原本設定「相田」，但作者後來在公開專訪否定，目前正確設定姓氏未公開。
千尋（配音：大前茜（日本）；朱憶華／雷碧文（台灣））
香香好友，短髮，特徵非常普通的學生。
漫畫版故事初期是以她為中心，2年級之後並未再出場；動畫版設定與香香搭檔，並且出場機會增加，3年級之後與木村的太太在過場靜止動畫出場。
漫畫第1冊姓氏原本設定「井上」，但作者後來在公開專訪否定，目前正確設定姓氏未公開。

### 教師
谷崎由佳里（配音：平松晶子（日本）；詹雅菁／馮嘉德（台灣））
通稱「由佳里（ゆかり）」。千代等人的班導師，教授英文。雖然是個美人胚子，但是行為舉止毫無身為師長該有的身教。個性霸道、任性、自我中心。性格懶散、幼稚且易發怒，會欺負學生，被學生在背後說「樣子很美麗，可惜...」。常常強詞奪理口無遮攔，沒耐性，無法控制自己的脾氣，但是這種自由奔放的個性卻意外的能和學生們打成一片，暑假時會和學生們一起出遊。和黑澤老師似乎是多年老友，孩子氣的個性常常讓黑澤很頭疼。是個人人害怕的瘋狂駕駛。
黑澤美奈茂（配音：久川綾／平松晶子（日本）；朱憶華／錢欣郁（台灣））
通稱「喵喵（にゃも）」（漫畫初期稱阿茂）。體育老師，在學校裡很受歡迎。似乎是由佳里的多年老友，被由佳里吃得死死的，對好友的任性已經是多見不怪，等於是由佳里的司機兼金庫。過往情史是罩門。喝醉之後也很可怕。
木村（配音：石井康嗣（日本）；吳東原／黃天佑（台灣））
戴著眼鏡的男教師，是作品中唯一活躍的男性角色。性格非常變態，到中學任教的原因是「想看女生的迷你裙」，在游泳課公然穿泳裝偷看女學生，甚至想喝女生游泳過的游泳池水。香香是最大的受害者。有一位很美麗的妻子。對香香有好感，常常會親密的稱呼其為「小香香」，並要對方稱他為「小村村」，於高三的時候為香香的班主任。但是本質上是一個非常熱心於公益，而且會隨手將地上的垃圾放進垃圾箱的好人。

### 其他
木村太太（配音：大原沙耶香（日本）；馮嘉德（臺灣cn卡通頻道））
木村老師的太太。沒有什麼運動神經。
忠吉
千代的寵物，大白熊犬（庇里牛斯山犬Great Pyrenees）。身材龐大卻很乖巧聽話，很喜歡粘著榊。
千代父（配音：若本規夫（日本）；吳東原／黃天佑（台灣））
謎樣的貓臉人形生物，初出場是在大阪的初夢中，之後在榊的夢中也有出場。被大阪认为臉跟日本前首相森喜朗很像，舌頭怕燙；不喜歡人家說它不是真正的貓，一生氣身體就開始變顏色。在榊的想像中是國家補助經費、飛行速度一百馬赫的聖誕老人，子彈打不穿。不喜歡紅色。大阪曾送千代一隻相同的布偶當生日禮物。在同人作品中，常常需要爸爸角色登場的時候，都會被拿來惡搞（如：糟糕小叮噹）。
大丸
俗稱咬人貓，喜歡咬榊的手。
西表山貓
唯一會親近榊的貓，前往沖繩修學旅行時發現。離開沖繩時發現牠的媽媽正在找尋牠，並站在牠是保護級動物和本來生活在大自然中的立場下，與牠和牠的母親道別。爾後榊卻在網路新聞中得知西表山貓與母親來到她居住的城市，其母被車撞死。放學路途中榊與千代被咬人貓帶來的野貓包圍，西表山貓即時出現救了兩人，因為找尋榊的路途奔波導致牠累壞暈倒，被榊與千代送到獸醫院。為了能順利留下保育類的西表山貓，於是欺騙獸醫只是長得很像西表山貓的雜種貓。其後被榊收養，並取名「雅馬馬雅」。
石原（配音：北川米彥（日本））
千代的寵物忠吉常去的獸醫診所的醫生。曾幫從沖繩來到千代和榊她們居住的城市投靠榊用盡全力而過度勞累的西表山貓瑪雅治療。
在治療瑪雅時稍微留意到自己是第一次治療西表山貓，後在深信榊與千代主張說牠是雜種貓下，答應她們帶回去領養。
美琉智、由香（配音：大前茜、野川櫻（日本））
千代的小學同學，千代升上高三的時候，兩人則剛升上國中。

## 出版書籍

### 單行本
| 冊數 | MediaWorks     | MediaWorks         | 東立出版社     | 東立出版社         |
| 冊數 | 發售日期       | ISBN               | 發售日期       | ISBN               |
| ---- | -------------- | ------------------ | -------------- | ------------------ |
| 1    | 2000年2月10日  | ISBN 4-8402-1467-0 | 2002年12月5日  | ISBN 986-11-1213-8 |
| 2    | 2000年10月27日 | ISBN 4-8402-1691-6 | 2002年12月25日 | ISBN 986-11-1265-0 |
| 3    | 2001年9月10日  | ISBN 4-8402-1943-5 | 2003年2月25日  | ISBN 986-11-1266-9 |
| 4    | 2002年6月10日  | ISBN 4-8402-2128-6 | 2003年2月25日  | ISBN 986-11-1267-7 |

### 新裝版
全3冊。與單行本不一樣的是冊數是用「1年級」至「3年級」標示。於小學館「少年Sunday Comics Special」經重新整理後再印製。還有，發行時在書名後面用（雙引號）及在標點符號中間加入標語當作副標題。
新裝版的內容則有大幅經過重新編輯，主要是將初期的內容重繪和將失誤的地方作修正，使風格更接近2009年的畫風，此外還追加了新篇『補習篇』其內容。
| 冊數  | 小學館        | 小學館                 |
| 冊數  | 發售日期      | ISBN                   |
| ----- | ------------- | ---------------------- |
| 1年級 | 2009年6月11日 | ISBN 978-4-09-121695-3 |
| 2年級 | 2009年7月17日 | ISBN 978-4-09-121696-0 |
| 3年級 | 2009年8月18日 | ISBN 978-4-09-121697-7 |

### 雜誌書
2009年為紀念誕生10週年，由ASCII Media Works以《大阪萬博》的名義印製。該書收錄了沒在單行本收錄的內容，包含下面參加作家畫的漫畫與該作品的設定資料、精品、宣傳品、販售品介紹。
| 冊數 | ASCII Media Works | ASCII Media Works      | 台灣角川      | 台灣角川               |
| 冊數 | 發售日期          | ISBN                   | 發售日期      | ISBN                   |
| ---- | ----------------- | ---------------------- | ------------- | ---------------------- |
| 全   | 2009年10月27日    | ISBN 978-4-04-868060-8 | 2010年7月28日 | ISBN 978-986-237-708-6 |

#### 參與作家
- 蒼樹梅
- 新井圭一
- 岩崎正和
- kashmir（日语：kashmir）
- 古賀亮一（日语：古賀亮一）
- saxyun（日语：saxyun）
- 篠房六郎（日语：篠房六郎）
- 大沖（日语：大沖）
- 道滿清明（日语：道満晴明）
- 冰川碧流
- 結城心一（日语：結城心一）[注 2]

## 網路動畫
網路動畫以《笑園漫畫Web大王》為標題，2000年12月28日於chara-ani.com以會員需付費方式播放，起初由於點閱人次激增，於2001年1月19日一度停止播放，後來2001年3月恢復為有限銷售播放。
製作人員
- 企劃、製作：
- 動畫製作：亞細亞堂
- 導演、人物設定、作畫監督：淺野文彰
- 演出：楠部工
- 音樂：篠田元一（日语：篠田元一）
- 演出協助、音響製作協助：C.P.U. GO
- 監製 ：場正博
- 製作監製：藤原邦彥

## 劇場版
動畫電影以《短篇 笑園漫畫大王 THE ANIMATION》為標題，2001年12月22日在東映洋片系所有電影開始播放前插入播出，與“冬季角川動畫”為主題的3部作品《櫻花大戰 活動寫真》、《秀逗魔導士PREMIUM》同步上映。
劇場版的製作人員、配音員與之後的電視動畫版相同，但不一樣的是劇場版人物設定是由加藤裕美擔任。DVD上7首配樂則以電撃大王2002年6月號的附屬CD進行發售。
製作人員
- 企畫：角川歷彥、佐藤辰男
- 製作：梅澤淳、安田猛
- 監製：大澤信博、板倉友二
- 原作：東清彥
- 人物設定、作畫監督：加藤裕美
- 製作：GENCO、真木太郎
- 動畫製作：J.C.STAFF
- 導演：錦織博
- 製作：Media Works、角川書店

片尾曲
作詞：谷口正明， 作曲、編曲：七瀨光 ，主唱：金田朋子
導覽手冊
書名《笑園漫畫大王The Animation視覺書》、全2冊。
| 冊數 | MediaWorks     | MediaWorks         |
| 冊數 | 發售日期       | ISBN               |
| ---- | -------------- | ------------------ |
| 1    | 2002年8月26日  | ISBN 4-8402-2203-7 |
| 2    | 2002年12月10日 | ISBN 4-8402-2290-8 |

## 電視動畫
2002年4月至9月在東京電視台、愛知電視台、大阪電視台、TVQ九州放送、TV北海道、琵琶湖放送等東京電視網及AT-X衛星電視首播。原作的標題為「AZUMANGA-DAIOH」，動畫版則是在後方加上「THE ANIMATION」。

### 製作人員
- 原作：東清彥（MediaWorks刊《月刊電撃大王》）
- 企劃：佐藤辰男（日语：佐藤辰男）、真木太郎、大月俊倫
- 導演：錦織博
- 劇本統籌：大河內一樓
- 人物設定：加藤泰久
- 總作畫監督：和田崇
- 美術監督：柴田千佳子
- 色彩設定：店橋真弓
- 攝影監督：高瀨勝
- 剪輯：西山茂
- 影像編輯：山本洋平（日语：東京現像所）（深大寺蕎麥）
- 音響監督：鶴岡陽太
- 音樂：栗原正己（日语：栗コーダーカルテット）
- 演奏：栗編碼流行管弦樂團（日语：栗コーダーポップスオーケストラ）
- 音樂製作人：伊藤善之
- 片頭曲動畫
  - 分鏡、演出：大畑清隆
  - 作畫監督：加藤泰久
  - 原畫：織岐一寬、加藤裕美、齋藤久、坂本修司、志田正、實原登、橋本英樹、新田靖成
- 片尾曲動畫
  - 分鏡、演出：錦織博
  - 作畫監督：加藤泰久
  - 原畫：阿部邦博、長谷川真也、福岡英典、福田道生、山川古樹
- 監製：GENCO
- 創意製片人：梅澤淳
- 助理製片人：鈴木則道、森山敦、中村直樹、畑中利雄、神部宗之
- 製片人：池田慎一、大澤信博、松倉友二
- 協力：IMAGICA Digix、animo、四葉工作室（日语：よつばスタジオ）、里見英樹、佐佐木眾五郎
- 音樂協力：東京電視台音樂（日语：テレビ東京ミュージック）
- 協力製作：Studio Fantasia（第6、13、19話）、Cosmicray（第8、15、25話）、Production I.G（第11、17話）
- 動畫製作：J.C.STAFF
- 製作：東京電視台、笑園漫畫大王製作委員會

### 主題曲
片頭曲
作詞：畑亞貴，作曲、編曲：伊藤真澄，主唱：Oranges & Lemons
片尾曲「Raspberry heaven」
作詞：畑亞貴，作曲、編曲：上野洋子，主唱：Oranges & Lemons

### 各話列表
| 話數 | 日文標題（DVD-BOX版） | 編劇                | 分鏡                            | 演出       | 作畫監督          | 首播日期      |
| ---- | --------------------- | ------------------- | ------------------------------- | ---------- | ----------------- | ------------- |
| 1    |                       | 大河內一樓          | 錦織博                          | 錦織博     | 和田崇            | 2002年 4月8日 |
| 2    |                       | 大河內一樓          | 錦織博                          | 三芳唯稀   | 橘秀樹            | 4月15日       |
| 3    |                       | 大河內一樓          | 長尾肅 錦織博                   | 長尾肅     | 松田              | 4月22日       |
| 4    |                       | 大河內一樓          | 舛成孝二                        | 舛成孝二   | 石濱真史          | 4月29日       |
| 5    |                       | 大久保智康          | 大畑清隆                        | 大畑清隆   | 小栗寬子          | 5月6日        |
| 6    |                       | 大久保智康          | 末廣東                          | 末廣東     | 櫻井正明 村上     | 5月13日       |
| 7    |                       | 吉永亞矢            | 錦織博                          | 三芳唯稀   | 宮地聰子          | 5月20日       |
| 8    |                       | 大河內一樓          | 高橋亨                          | 長尾肅     | 古田誠            | 5月27日       |
| 9    |                       | 大久保智康          | 水無月彌生 高橋亨 橘秀樹 錦織博 | 水無月彌生 | 橘秀樹            | 6月3日        |
| 10   |                       | 吉永亞矢            | 大畑清隆                        | 大畑清隆   | 小栗寬子          | 6月10日       |
| 11   |                       | 大久保智康          | 福多潤                          | 高橋順     | 植田實            | 6月17日       |
| 12   |                       | 大河內一樓          | 山川吉樹                        | 渡邊健一郎 | 橋本英樹 岸本誠司 | 6月24日       |
| 13   |                       | 大久保智康          | 潮亂太 佐佐木和宏               | 高山功     | 櫻井正明          | 7月1日        |
| 14   |                       | 玉井☆豪             | 別所誠人                        | 伊達卷子   | 加藤泰久          | 7月8日        |
| 15   |                       | 大河內一樓          | 高田耕一                        | 高田耕一   | 古田誠 鈴木仁史   | 7月15日       |
| 16   |                       | 大久保智康          | 櫻井弘明                        | 三芳唯稀   | 橘秀樹            | 7月22日       |
| 17   |                       | 玉井☆豪             | 錦織博                          | 高橋順     | 植田實            | 7月29日       |
| 18   |                       | 大久保智康          | 山川吉樹                        | 渡邊健一郎 | 小栗寬子          | 8月5日        |
| 19   |                       | 五月一              |                                 | 水無月彌生 | 櫻井正明          | 8月12日       |
| 20   |                       | 大河內一樓          | 別所誠人                        | 戶張節五郎 | 古田誠 鈴木仁史   | 8月19日       |
| 21   |                       | 大久保智康          | 佐藤龍雄                        | 高田耕一   | 橘秀樹            | 8月26日       |
| 22   |                       | 玉井☆豪             | 大畑清隆                        | 大畑清隆   | 晶貴孝二          | 9月2日        |
| 23   |                       | 大久保智康          | 高橋亨 錦織博                   | 高橋亨     | 佐野英敏          | 9月9日        |
| 24   |                       | 大河內一樓 吉永亞矢 | 櫻井弘明                        | 渡邊健一郎 | 橋本英樹 井圭子   | 9月16日       |
| 25   |                       | 玉井☆豪             | 別所誠人                        | 飯野直     | 古田誠            | 9月23日       |
| 26   |                       | 大河內一樓          | 錦織博 大畑清隆                 | 高橋亨     | 橘秀樹            | 9月30日       |

### 播放電視台
日本深夜動畫：下文記載的日本国内播放時間使用日本標準時間（UTC+9）表示。因為部分時間标识會採用30小时制，因此請留意这类超过24:00的时间，其實際播放時間為翌日清晨。
| 播放地區   | 播放電視台  | 播出日期              | 播出時間                  | 所屬聯播網 |
| ---------- | ----------- | --------------------- | ------------------------- | ---------- |
| 關東廣域圈 | 東京電視台  | 2002年4月7日－9月29日 | 星期一 25時25分－25時55分 | 東京電視網 |
| 愛知縣     | 愛知電視台  | 2002年4月7日－9月29日 | 星期一 25時25分－25時55分 | 東京電視網 |
| 大阪府     | 大阪電視台  | 2002年4月7日－9月29日 | 星期一 26時10分－26時40分 | 東京電視網 |
| 福岡縣     | TVQ九州放送 | 2002年4月8日－9月30日 | 星期一 26時45分－27時15分 | 東京電視網 |
| 北海道     | TV北海道    | 2002年4月9日－10月1日 | 星期二 25時25分－25時55分 | 東京電視網 |
| 滋賀縣     | 琵琶湖放送  | （年份不明）          | 星期五 8時00分－8時30分   | 獨立局     |

### 軼事
- 劇情上完全呈現原作內容，部分篇幅在動畫版會有所差異。
- 第19話為動畫原創。
- 第11話的背景由吉卜力工作室承包。
- 美濱知世的配音員金田朋子兼任第22話的部分原畫。

## 影音商品
僅收錄電視動畫。

### VHS
由King Records發行。共6卷。第1、2卷各收錄5話。其它則是每卷4話。
| 卷數 | 發行日期      | 規格編號 |
| ---- | ------------- | -------- |
| 1    | 2002年10月2日 | KIVA-833 |
| 2    | 2002年11月6日 | KIVA-834 |
| 3    | 2002年12月4日 | KIVA-835 |
| 4    | 2003年1月8日  | KIVA-836 |
| 5    | 2003年2月5日  | KIVA-837 |
| 6    | 2003年3月5日  | KIVA-838 |

### DVD
每卷按播出的話數收錄，同樣King Records發行。共6卷。
| 卷數 | 發行日期       | 規格編號 |
| ---- | -------------- | -------- |
| 1    | 2003年7月24日  | KIBA-893 |
| 2    | 2003年8月27日  | KIBA-894 |
| 3    | 2003年9月25日  | KIBA-895 |
| 4    | 2003年10月22日 | KIBA-896 |
| 5    | 2003年11月27日 | KIBA-897 |
| 6    | 2003年12月26日 | KIBA-898 |

### 年級別DVD-BOX
由King Records先行發售。每盒兩碟。全3卷。卷數則以年級數標示。特典版則有附贈收錄千代父的公仔。各卷的小冊子有附錄漫畫家結城心一話的番外篇4格漫畫《去吧去吧！香香（いけいけ！かおりん）》。該4格漫畫後來也在『大阪萬博』再刊載時又追加『追試篇』。
| 卷數  | 發行日期       | 規格編號        | 其它                                      |
| ----- | -------------- | --------------- | ----------------------------------------- |
| 1年生 | 2002年9月25日  | KIBA-9795-9796  | 收錄9話。初回版則以全卷收納盒包裝。       |
| 2年生 | 2002年11月22日 | KIBA-9797-9798  | 收錄10話。初回版有附贈畫冊。              |
| 3年生 | 2003年1月22日  | KIBA-9799-98008 | 收錄7話。初回版有附贈千代父的造型鑰匙圈。 |

### UMD
全9卷，除第9卷只收錄2話之外，其它是每卷3話。
| 卷數 | 發行日期       | 規格編號 |
| ---- | -------------- | -------- |
| 1    | 2005年12月21日 | KIUA-33  |
| 2    | 2006年1月25日  | KIUA-34  |
| 3    | 2006年2月22日  | KIUA-35  |
| 4    | 2006年3月24日  | KIUA-36  |
| 5    | 2006年4月26日  | KIUA-37  |
| 6    | 2006年5月24日  | KIUA-38  |
| 7    | 2006年6月21日  | KIUA-39  |
| 8    | 2006年7月26日  | KIUA-40  |
| 9    | 2006年8月23日  | KIUA-41  |

### 全卷DVD-BOX
由King Records以廉價版形式發行。共6枚。全26話收錄。
| 名稱                 | 發行日期      | 規格編號         |
| -------------------- | ------------- | ---------------- |
| 笑園漫畫大王 DVD-BOX | 2009年6月24日 | KIBA-91669-91674 |

#### Blu-ray BOX
由King Records以廉價版形式發行。共5枚藍光光碟。全26話收錄。
| 名稱                     | 發行日期      |
| ------------------------ | ------------- |
| 笑園漫畫大王 Blu-ray BOX | 2016年7月27日 |

## CD

### 動畫CD
電視動畫片頭主題曲『空耳』c/w：『Raspberry heaven』
2002年4月22日發行（規格編號：LACM-4053）
空耳
作詞：畑亞貴，作曲、編曲：伊藤真澄，主唱：Oranges & Lemons
Raspberry heaven
作詞：畑亞貴，作曲、編曲：上野洋子，主唱：Oranges & Lemons

電視動畫原聲帶
音樂：栗原正己，演奏：栗編碼流行管弦樂團
Vol. 1
2002年6月26日發行（規格編號：LACA-5111）
收錄了電視動畫版前半第1話－第13話的背景音樂、片頭主題曲『空耳』&片尾主題曲『Raspberry heaven』的電視動畫播出長度。
Vol. 2
2002年10月23日發行（規格編號：LACA-5128）
收錄了電視動畫版後半第14話－第26話的背景音樂、電影動畫使用歌曲、電視動畫版第1話的劇中插入歌『！』（主唱：金田朋子）。
盤
2009年6月24日發行（規格編號：LACA-9151、LACA-9152）
Vol. 1、2的B面曲子的廉價版。與同時期的其它動畫出的相關CD不一樣的是，該CD的封面是由原作者東清彥親筆繪製。

Tribute to 笑園漫畫大王
2002年10月2日發行（規格編號：LACA-5123）
主唱：Oranges & Lemons，演奏：栗編碼流行管弦樂團
專輯收錄了經重新編曲的劇中原聲音樂與形象歌曲。
空耳
作詞：畑亞貴，作曲：伊藤真澄、編曲：栗原正己
栗編碼流行管弦樂團演奏音樂的再編曲版。
風色
作詞：畑亞貴，作曲、編曲：栗原正己，原曲：下集預告BGM『始』
星
作詞：畑亞貴，作曲、編曲：栗原正己，原曲：『10才高校生』
胡桃鳴青空
作詞：畑亞貴，作曲、編曲：上野洋子
未在動畫中使用的原聲曲。
（十字路編）
作詞：畑亞貴，作曲：栗原正己，編曲：上野洋子，原曲：
與原曲的曲調大致不同。
風色 (reprise)
作詞：畑亞貴，作曲：栗原正己，編曲：Oranges & Lemons，原曲：過場動畫背景音樂
Oranges & Lemons原唱的無伴奏合唱編曲版。
moi moi
作詞：畑亞貴，作曲、編曲：栗原正己，原曲：『休時間』
Weepin' rains
作詞：畑亞貴，作曲：栗原正己，編曲：伊藤真澄，原曲：『！』
朝線路
作詞：畑亞貴，作曲、編曲：栗原正己，原曲：『新學期』
Raspberry heaven
作詞：畑亞貴，作曲、編曲：上野洋子
Oranges & Lemons原唱的無伴奏合唱編曲版。

Tribute to「笑園漫畫大王」Live
2003年12月10日發行（規格編號：LACA-5237）
音樂：栗原正己，演奏：栗編碼流行管弦樂團
收錄了2003年10月4日舉辦的Live演奏音樂。
演奏曲目（除了原聲帶·CD未收錄曲之外）
星
主唱：Oranges & Lemons
Weepin' rains
主唱：Oranges & Lemons
！TRY La Lai
主唱：松岡由貴
！〈電影ver.〉
主唱：金田朋子
朝線路
主唱：Oranges & Lemons
空耳
主唱：Oranges & Lemons
Raspberry heaven
主唱：Oranges & Lemons
moi moi（安可曲）
主唱：Oranges & Lemons
風色（安可曲）
主唱：Oranges & Lemons、金田朋子、松岡由貴

### 角色CD
1. Vol.1 美濱知世（2002年5月22日發行，規格編號：LACM-4055）
  1. 世界はNEOHAPPY
作詞：畑亞貴，作曲、編曲：伊藤真澄，主唱：金田朋子
  2. ！ ～編
作詞：谷口正明，作曲、編曲：七瀨光，主唱：金田朋子
    - 第17話劇中插入歌。不過在動畫中是由水原曆的聲優田中理惠獻唱。
2. Vol.2 榊（2002年5月22日發行，規格編號：LACM-4056）
  1. 心少女
作詞：畑亞貴，作曲、編曲：伊藤真澄，主唱：淺川悠
    - 第17話、第19話劇中插入歌。

  2. 魔法日
作詞：畑亞貴，作曲、編曲：伊藤真澄，主唱：淺川悠、金田朋子
3. Vol.3 春日步（2002年6月26日發行，規格編號：LACM-4060，曾登上Oricon公信榜第63名）
  1. ！TRY La Lai
作詞：畑亞貴，作曲、編曲：伊藤真澄，主唱：松岡由貴
  2. Time Pavement
作詞：畑亞貴，作曲、編曲：伊藤真澄，主唱：松岡由貴
    - 第17話劇中插入歌。
4. Vol.4 瀧野智（2002年7月24日，規格編號：LACM-4064，曾登上Oricon公信榜第80名）
  1. PEACE
作詞：畑亞貴，作曲、編曲：金井江右，主唱：樋口智惠子
    - 第18話、第21話劇中插入曲[注 4]。

  2. 空
作詞：畑亞貴，作曲、編曲：伊藤真澄，主唱：樋口智惠子
5. Vol.5 神樂（2002年7月24日發行，規格編號：LACM-4065，曾登上Oricon公信榜第79名）
  1. 明日負GO！FRIEND！
作詞：畑亞貴，作曲、編曲：HULK，主唱：桑島法子
  2. Lazy Crazy 
作詞：畑亞貴，作曲、編曲：金井江右，主唱：桑島法子、樋口智惠子、松岡由貴[注 5]
6. Vol.6 水原暦（2002年9月4日發行，規格編號：LACM-4069，曾登上Oricon公信榜第70名）
  1. One way
作詞：畑亞貴，作曲、編曲：金井江右，主唱：田中理惠
  2. 
作詞：畑亞貴，作曲、編曲：伊藤真澄，主唱：田中理惠、樋口智惠子
7. Vol.7 谷崎由佳里&黑澤美奈茂（2002年9月4日發行，規格編號：LACM-4070，曾登上Oricon公信榜第75名）
  1. 休出
作詞：畑亞貴，作曲、編曲：金井江右，主唱：平松晶子、久川綾
  2. 天職快感法則
作詞：畑亞貴，作曲、編曲：金井江右，主唱：平松晶子、久川綾、石井康嗣[注 6]
8. Vol.8 香香（2002年9月25日發行，規格編號：LACM-4071，曾登上Oricon公信榜第49名）
  1. 風のMon-Ami
作詞：畑亞貴，作曲、編曲：伊藤真澄、主唱：野川櫻
  2. TeaRose眠
作詞：畑亞貴，作曲：伊藤真澄，編曲：竹下欣伸（日语：竹下欣伸），主唱：野川櫻

- TV ANIMATION「笑園漫畫大王」 Vocal Collection 唱歌吧（2002年12月25日發行，規格編號：LACA-5145）

1. 空耳／主唱：Oranges&Lemons
2. ！
作詞：錦織博、伊藤真澄，作曲、編曲：伊藤真澄，主唱：金田朋子、松岡由貴、樋口智惠子、田中理惠
3. 心少女／主唱：淺川悠
4. ！TRY La Lai／主唱：松岡由貴
5. PEACE／主唱：樋口智惠子
6. 明日負GO！FRIEND！／主唱：桑島法子
7. 作詞：畑亞貴，作曲、編曲：伊藤真澄，主唱：金田朋子、松岡由貴
8. One way／主唱：田中理惠
9. 休出／主唱：平松晶子、久川綾
10. 風のMon-Ami／主唱：野川櫻
11. ！〈電影ver.〉
作詞：谷口正明，作曲、編曲：七瀨光，主唱：金田朋子
  - 電影「笑園漫畫大王 THE ANIMATION」片尾主題曲。與『！ ～編』的編曲有所不同。
12. Raspberry heaven／主唱：Oranges & Lemons

## 遊戲

### 家用主機遊戲
- 笑園漫畫碰將大王（日语：あずまんがドンジャラ大王）（發行廠商：萬代，主機平台：PlayStation，2002年4月18日發行）
- 笑園漫畫大王Advance（發行廠商：King Records，主機平台：Game Boy Advance，2003年4月25日發行）

### 街機遊戲
- 笑園漫畫泡泡龍大王（日语：あずまんが大王パズルボブル）（製作廠商：MOSS（日语：MOSS (ゲーム会社)），發行廠商：TAITO，2002年12月稼動）

### 電腦遊戲
- あずびーち(Azubeach)（製作廠商：EasyGameStation，2003年1月）[10]

## 腳註

### 來源
1. ↑  . Amazon.com.   [2017-07-25]. （原始内容存档于2022-03-07） （英语）.
2. ↑  . Amazon.com.   [2017-07-25]. （原始内容存档于2022-03-07） （英语）.
3. ↑  .   [2009-05-17]. （原始内容存档于2009-05-17） （日语）.
4. ↑  . Walao Eh！ACG情报屋. 2012-05-30  [2017-07-25]. （原始内容存档于2014-04-14） （日语）.
5. ↑  . MediaWorks.   [2017-07-25]. （原始内容存档于2013-06-22） （日语）.
6. ↑  . MediaWorks.   [2017-07-25]. （原始内容存档于2011-07-07） （日语）.
7. ↑  . MediaWorks.   [2017-07-25]. （原始内容存档于2011-07-07） （日语）.
8. ↑  . MediaWorks.   [2017-07-25]. （原始内容存档于2014-05-25） （日语）.
9. ↑  . ASCII Media Works.   [2014-10-08]. （原始内容存档于2020-04-13） （日语）.
10. ↑  .   [2025-04-25] （jp）.

## 外部連結
- 四葉工作室 （页面存档备份，存于）官網 （日語）
- .   [2017-07-24]. （原始内容存档于2014-02-21）. （日語）
- 笑園漫畫大王 （页面存档备份，存于） （日語）－King Records官方網站作品介紹。
- .   [2016-03-19]. （原始内容存档于2016-02-17）.
- 笑園漫畫大王 THE ANIMATION（短篇電影） （页面存档备份，存于） （日語）－J.C.STAFF作品官方網站。
- 笑園漫畫大王 THE ANIMATION（電視動畫） （页面存档备份，存于） （日語）－J.C.STAFF作品官方網站。
- .   [2016-03-19]. （原始内容存档于2001-02-08）. （日語）